# Carl Theodor Albrecht
Pour les articles homonymes, voir Albrecht.
Carl Theodor Albrecht (né le 30 août 1843 à Dresde et mort le 31 août 1915 à Potsdam) est un astronome saxon.

## Biographie
Il a étudié les mathématiques et les sciences naturelles à l'université technique de Dresde et à l'université Humboldt de Berlin. Durant son séjour à Dresde, il a contribué à la fondation de Polyhymnia, la fraternité qui est devenue plus tard la corporation d'étudiants Altsachsen (en). Il s'est spécialisé dans la géodésie à laquelle il a consacré une grande partie de sa carrière. Il a également travaillé sur le problème de la variation de latitude, en s’appuyant sur le travail de Seth Carlo Chandler qui a découvert la variation connue sous le nom de vacillement de Chandler. En 1882, Carl Theodor Albrecht a été élu membre de l'Académie allemande des sciences Leopoldina. 